# Бурый скалозуб
Бурый скалозуб, или бурый фугу, или бурая собака-рыба, или глазчатая собака-рыба, или северная собака-рыба (лат. Takifugu rubripes) — вид морских лучепёрых рыб из семейства иглобрюховых отряда иглобрюхообразных.

## Описание
Общая длина тела достигает 80 см, но обычно около 40 см. На боках, позади грудных плавников, имеется по одному крупному круглому чёрному пятну, окруженному белым кольцом. Тело покрыто колючками. В спинном плавнике 16—19, в анальном 13—16 мягких лучей, жестких нет. Печень и яичники смертельно ядовиты. Кишечник менее ядовит; мясо, кожа и семенники не ядовиты.

## Ареал и места обитания
Низкобореальный субтропический приазиатский вид, обитающий в морских и солоноватых водах северо-западной части Тихого океана. Распространен на юге Охотского моря (северное побережье острова Хоккайдо), в западных акваториях Японского (вдоль материкового побережья от Пусана до залива Ольга; вдоль островного от юго-западного побережья острова Хонсю до юго-западного Сахалина), Жёлтого и Восточно-Китайского морей, по тихоокеанскому побережью Японии от Вулканического залива до острова Кюсю. В российских водах Японского моря, куда заходит севернее залива Петра Великого и до Южного Сахалина, обычен в летний период. Неритическая демерсальная (донная) немигрирующая рыба, встречающаяся на глубинах до 100 м. Взрослые рыбы держатся в бухтах, иногда проникая в солоноватые воды. Мальки часто встречаются в солоноватоводных устьях рек. По мере роста удаляются от побережий.

## Размножение
Нерест происходит в морях с марта по май. Икру прикрепляют к скалам в тихих местах, на глубине около 20 м.